# アイ・ウォント・ユー (サヴェージ・ガーデンの曲)
「アイ・ウォント・ユー」（I Want You）は、1996年に発表されたサヴェージ・ガーデンのデビューシングル。中毒性のあるエレクトリックなサウンドにラップ調ながらメロディアスな早口フレーズとキャッチーなコーラスをあわせ持ち、近未来風ビジュアルのミュージック・ビデオとも相まって大ヒットを記録し、今も世界中で愛される人気曲となっている。

## メディアでの起用
本作は2016年4月、荒木飛呂彦原作の漫画『ジョジョの奇妙な冒険』を原作とするテレビアニメ『ジョジョの奇妙な冒険 ダイヤモンドは砕けない』のエンディングテーマとして起用された。
原作者の荒木は「リズムのパターンが第4部の時代設定である90年代を表している曲。ドラマチックに盛り上がっていく曲の作り方にプログレっぽさがあり、アニメにピッタリだと思います」とコメントしている他、ボーカルを務めるダレン・ヘイズも自身のアカウントにて「ジョジョのアニメに僕らの 「I Want You」 が起用された事をこんなに沢山の人が喜んでくれて、とってもエキサイティングだ。すごくクールな作品とコラボ出来て嬉しいよ」とツイートし、世界各国で大きな反響を呼んだ。
同年5月25日にはベスト･アルバム 『コンプリート･ベスト ～ザ･シングルズ～』 が、期間生産限定盤としてジョジョ仕様ジャケットでリリースされた。